# Кахамарка (футбольный клуб)
«Универсида́д Те́кника де Кахама́рка» (исп. Universidad Técnica de Cajamarca), или сокращённо УТК — перуанский профессиональный футбольный клуб из города Кахамарка. Выступает в перуанской Примере — высшей лиги страны. Клуб представляет технический университет города Кахамарка.

## История
Клуб был основан 14 июля 1964 года Освальдо Сильвой Мартином м Вильдером Техадой Аррибаспотло, должностными лицами Технического университета Кахамарки. В первые годы команда выступала на любительском уровне. В 1970 году «Универсидад Текника» выиграл районный чемпионат и стал выступать на региональном уровне. В 1981 году команда завоевала Кубок Перу и получила путёвку в перуанскую Примеру. Спустя четыре года команда добилась своего высшего достижения на профессиональном уровне, заняв второе место в чемпионате Перу и получив путёвку в следующий розыгрыш Кубка Либертадорес. В 1993 году команда вылетела из элиты — на 20 лет.
В 2012 году «Кахамарка» во второй раз в своей истории завоевала Кубок Перу и вернулась в Примеру, где выступает по сей день.

## Форма

### Основная
| 1964-1989 | 1990 | 1991-2009 | 2010 | 2011 | 2011 | 2012 | 2013 | 2013 · к 50-летию клуба |  |

| 2014 | 2015 | 2016 | 2017 | 2018 | 2019 | 2020 | 2020 | 2021 |  |

| 2022 |

### Гостевая
| 1964-1989 | 1990 | 1991-2009 | 2010 | 2011 | 2012 | 2013 | 2013 · к 50-летию клуба | 2014 |  |

| 2015 | 2016 | 2017 | 2018 | 2019 | 2020 | 2020 | 2021 | 2022 |

### Резервная
| 2013 | 2015 | 2015 | 2015 | 2018 | 2019 | 2021 |

### Производитель одежды и спонсор
Производитель одежды
| Период                 | Компания            |
| ---------------------- | ------------------- |
| 1987 - 1988            | Power               |
| 1991                   | Penalty             |
| 1992 - 1993            | Polmer              |
| 1999                   | Confecciones Chávez |
| 2011 - 2012            | Real                |
| 2013 - 2014            | Convert             |
| 2015 - 2016            | Triathlon           |
| 2017                   | Real                |
| 2018 - 2019            | Convert             |
| 2020 (январь - август) | Loma's              |
| (agosto - 2021)        | Real                |
| 2022                   | Amida               |
| 2023                   | Lotto               |

Спонсор
| Период      | Спонсор                   |
| ----------- | ------------------------- |
| 1982 - 1986 | Confecciones Andinas      |
| 2010 - 2011 | Grupo JoaKín              |
| 2012 - 2016 | Universidad Alas Peruanas |

## Титулы и достижения
- Вице-чемпион Перу (1): 1985
- Обладатель Кубка Перу (аналог Второго дивизиона) (2): 1981, 2012
- Финалист Кубка Перу (1): 1996

## Участия в международных турнирах
- Кубок Либертадорес (1): 1986 (первый этап)
- Южноамериканский кубок (1): 2014, 2018, 2019 (первый этап), 2021 (предварительный этап)

## Примечание
1. 1 2 3 4  El Club. web.archive.org (5 февраля 2015). Дата обращения: 5 мая 2023. Архивировано 5 февраля 2015 года.
2. ↑  Peru 1993. www.rsssf.org. Дата обращения: 5 мая 2023. Архивировано 19 июля 2023 года.
3. ↑  Peru 2012. www.rsssf.org. Дата обращения: 5 мая 2023. Архивировано 25 марта 2023 года.